# Mouvement pour l’indépendance, la renaissance et l’intégration africaine
Das Mouvement pour l’indépendance, la renaissance et l’intégration africaine (arabisch حركة الاستقلال والنهضة والتكامل لإف, DMG harakat aliastiqlal walnahdat waltakamul la'if, dt.: Bewegung für Unabhängigkeit, Renaissance und afrikanische Integration, Miria) ist eine Politische Partei in Mali. Sie wurde 1994 von Dissidenten der Alliance pour la démocratie au Mali-Parti africain pour la solidarité et la justice (Adema-Pasj) gegründet.

## Geschichte

### Opposition zu Alpha Oumar Konaré und Ibrahim Boubacar Keïta
Miria wurde von Aktivisten aus dem Umfeld von Mamadou Lamine Traoré gegründet, der die Adema-Pasj im September 1994 verließ, als Premierminister Ibrahim Boubacar Keïta zum Vorsitzenden der Präsidentenpartei ernannt wurde. Das nationale Exekutivkomitee der neuen Partei besteht aus 23 Mitgliedern, darunter mehreren ehemaligen Funktionäre der Adema-Pasj wie Mohamedoune Dicko (ehemaliger politischer Sekretär), Tiémoko Sangaré (ehemaliger Vorsitzender der Parlamentsfraktion), Samba Sidibé (ehemaliger Minister) und sieben Abgeordneten.
Miria positionierte sich auch als Opposition zur Politik von Präsident Alpha Oumar Konaré und dessen Regierung. Die wirft ihnen vor, im Vergleich zur Politik von Moussa Traoré nicht die notwendigen Änderungen vorgenommen zu haben, insbesondere in den Bereichen Bildung, Gesundheit und Verwaltung.
Miria boykottierte die Parlamentswahlen und Präsidentschaftswahlen 1997. 

### Unterstützung von Amadou Toumani Touré
2002 unterstützte Miria die Kandidatur von Amadou Toumani Touré und stellte zum ersten Mal Kandidaten bei den Parlamentswahlen auf.
Bei den Kommunalwahlen 2004 stellten sich rund 130 Gemeinderäte wählen der Partei zur Wahl.
Bei den Wahlen 2007 stellte Miria erstmals zwei gewählte Vertreter in der Nationalversammlung.
Miria hielt am 27. Februar 2010 den 3. Parteikongress ab. Zum Vorsitzenden wurde Mamadou Kassa Traoré gewählt.

### 2012, Unterstützung für Ibrahim Boubacar Keïta
Am 29. Oktober 2011 schlossen sich neun politische Parteien, darunter Miria, der Bewegung Rassemblement pour le Mali (Rallye für Mali) an, um die Kandidatur des ehemaligen Premierministers Ibrahim Boubacar Keïta bei den Präsidentschaftswahlen 2012 zu fordern.

## Wahlergebnisse
| Jahr | Wahlen                              | Ergebnis & Anmerkungen                                                                                           |
| 1997 | Präsidentschaftswahl                | Boykott |
| 1997 | Élections législatives              | Boykott |
| 1998 | Kommunalwahlen 1998                 | |
| 1999 | Kommunalwahlen 1999                 | |
| 2002 | Präsidentschaftswahl 2002           | Unterstützung von Amadou Toumani Touré                                                                           |
| 2002 | Parlamentswahl 2002                 | |
| 2004 | Kommunalwahlen 2004                 | 130 Kommunale Conseillers                                                                                        |
| 2007 | Wahl der Conseillers Nationaux 2007 | - |
| 2007 | Präsidentschaftswahl 2007           | Mitglied der Alliance pour la démocratie et le progrès die die Kandidatur von Amadou Toumani Touré unterstützte. |
| 2007 | Parlamentswahl 2007                 | 2 Abgeordnete (von 147)                                                                                          |
| 2009 | Kommunalwahlen 2009                 | 99 Conseillers                                                                                                   |